# Gonepteryx
Gonepteryx là một chi bướm ngày thuộc họ Pieridae. Chúng sống ở Europe, Asia, và Bắc Phi. They are thường được biết đến với tên brimstones for the bright yellow color of the wings of most species.

## Species[1]
It contains the following species:
- Gonepteryx acuminata C. & R. Felder, 1862
- Gonepteryx amintha Blanchard, 1871
- Gonepteryx aspasia Ménétriès, 1859 – Lesser Brimstone
- Gonepteryx burmensis Tytler 1926
- Gonepteryx chitralensis (Moore, 1905)
- Gonepteryx cleobule (Hübner, 1824) – Canary Island Brimstone
- Gonepteryx cleopatra (Linnaeus, 1767) – Cleopatra
- Gonepteryx eversi Rehnelt, 1974
- Gonepteryx farinosa (Zeller, 1847) – Powdered Brimstone
- Gonepteryx maderensis Felder, 1862 – Madeira Brimstone
- Gonepteryx mahaguru Gistel, 1857 – Lesser Brimstone
- Gonepteryx maxima Butler, 1885
- Gonepteryx nepalensis Doubleday, 1847
- Gonepteryx palmae Stamm 1963 – La Palma Brimstone
- Gonepteryx rhamni (Linna,eus, 1758) – Common Brimstone
- Gonepteryx taiwana Paravicini 1913

## Hình ảnh

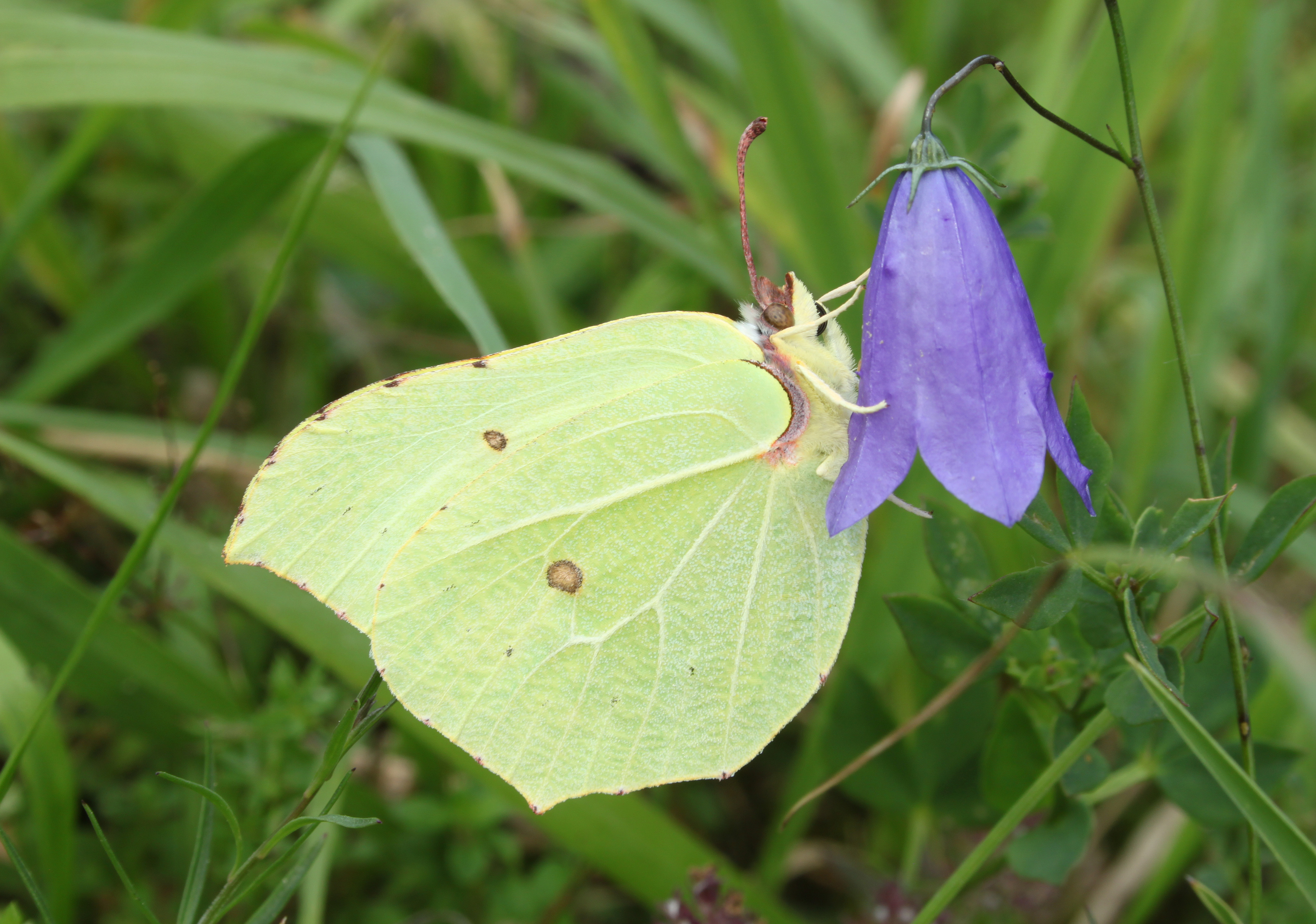
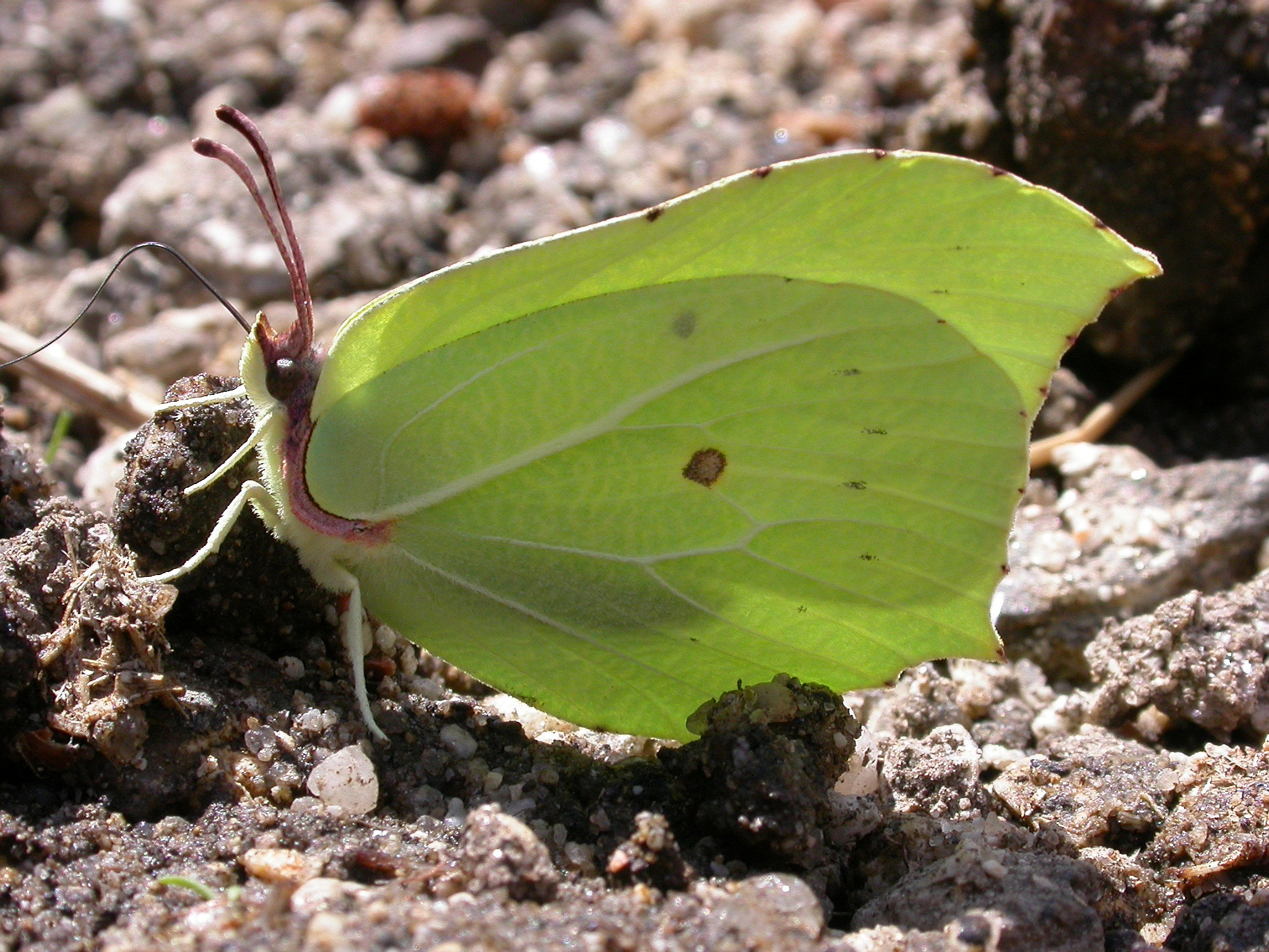
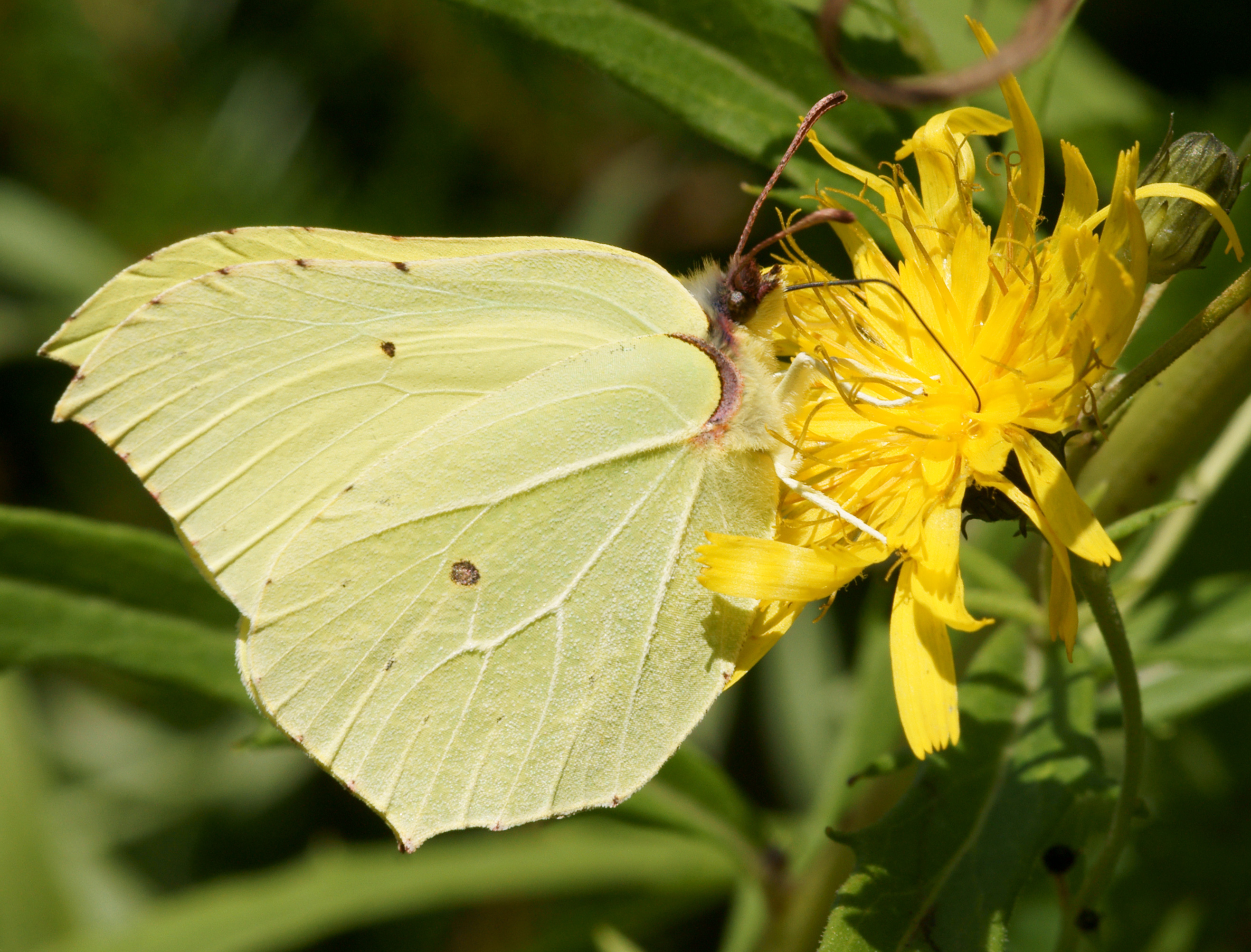
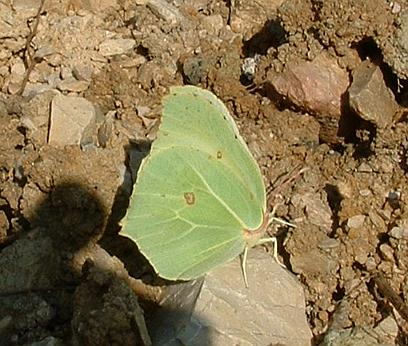
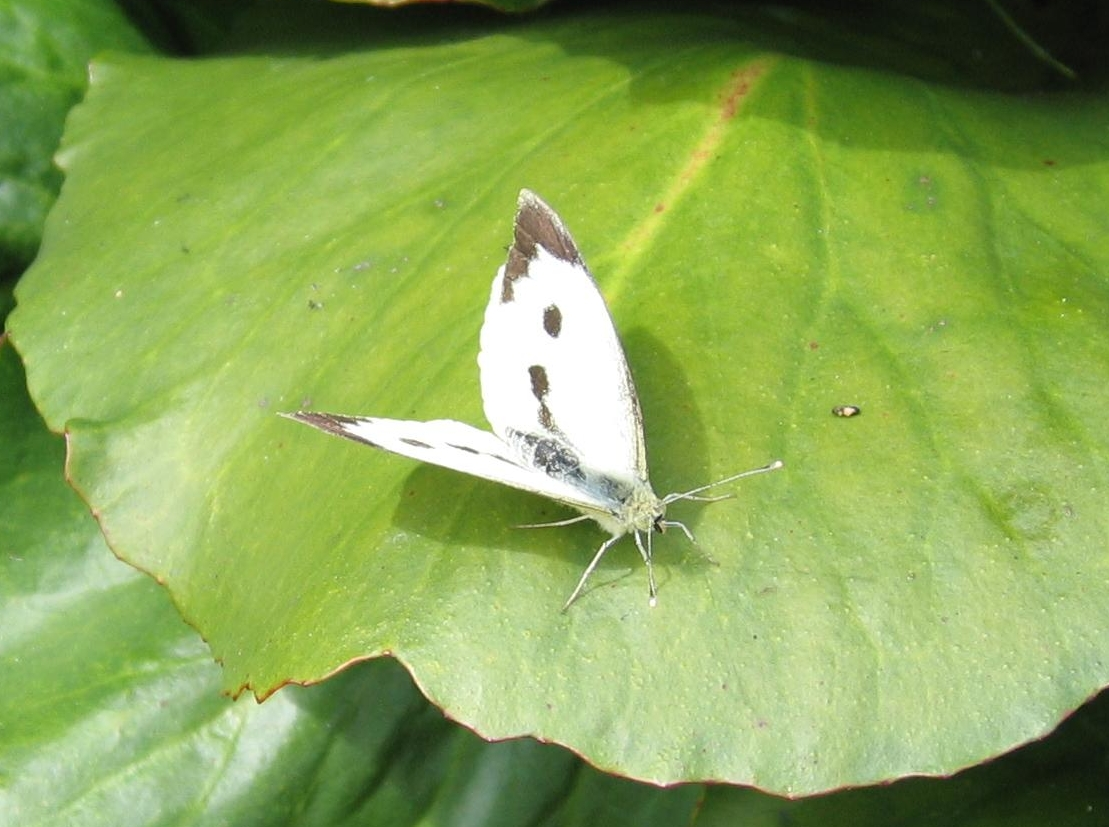
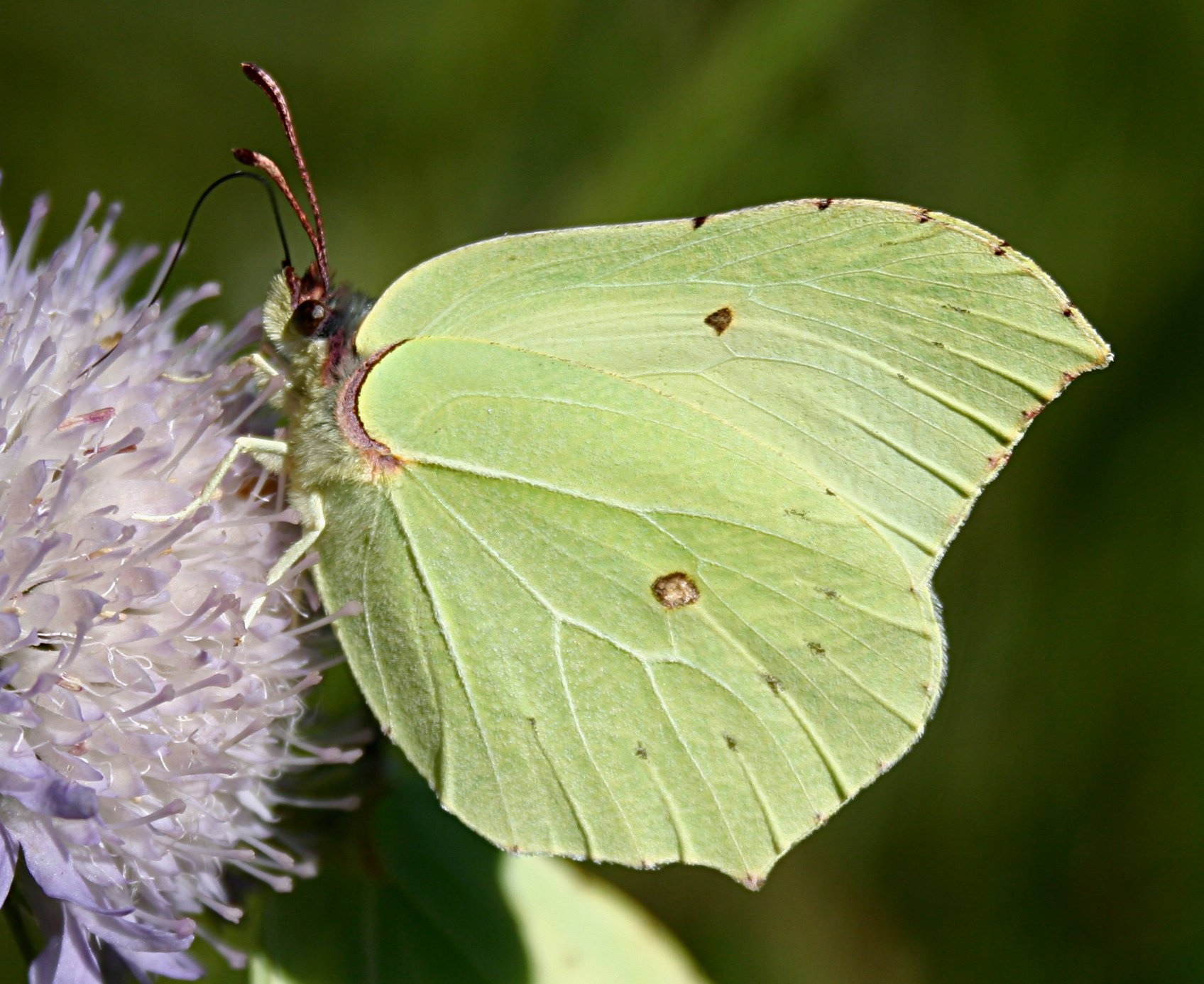
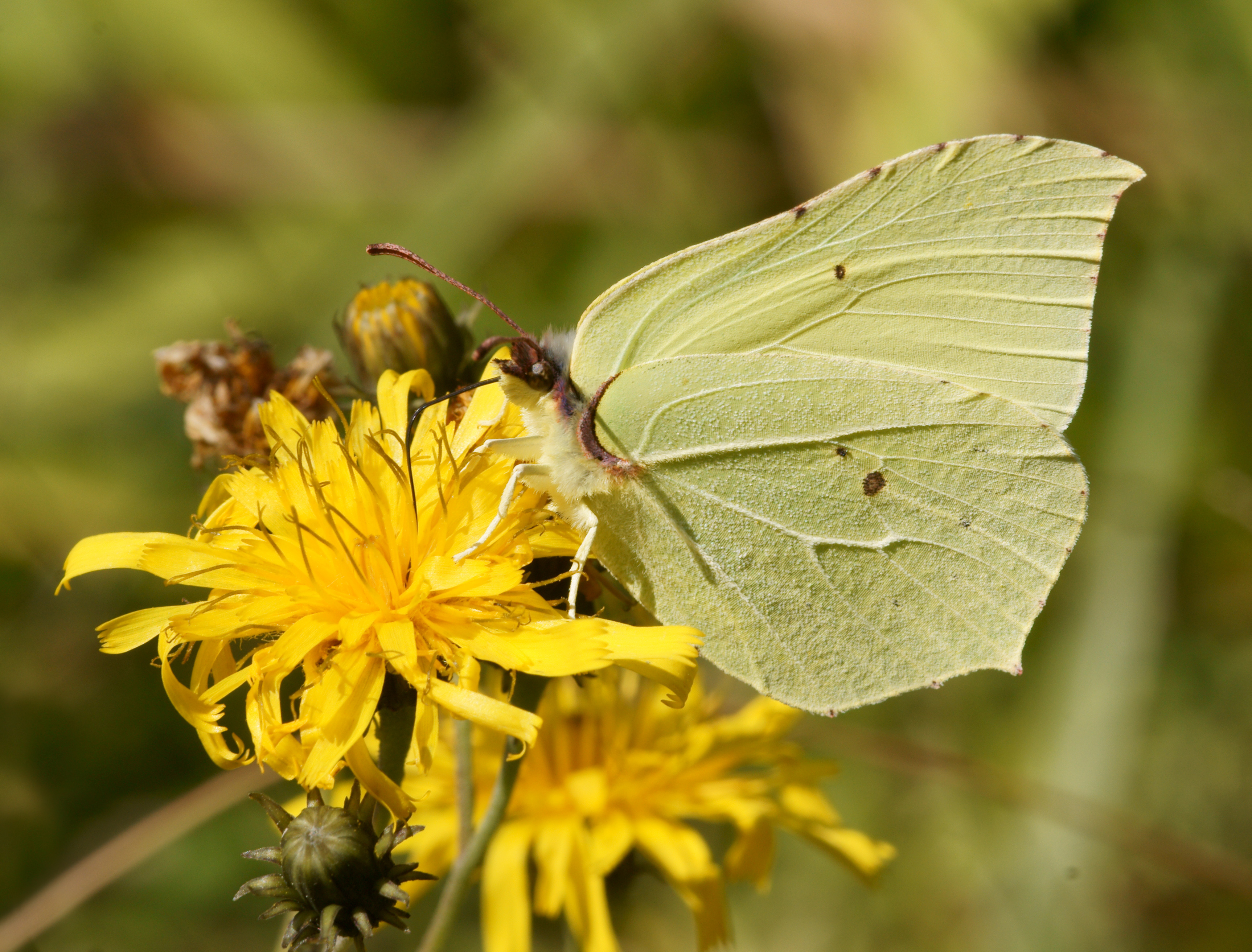
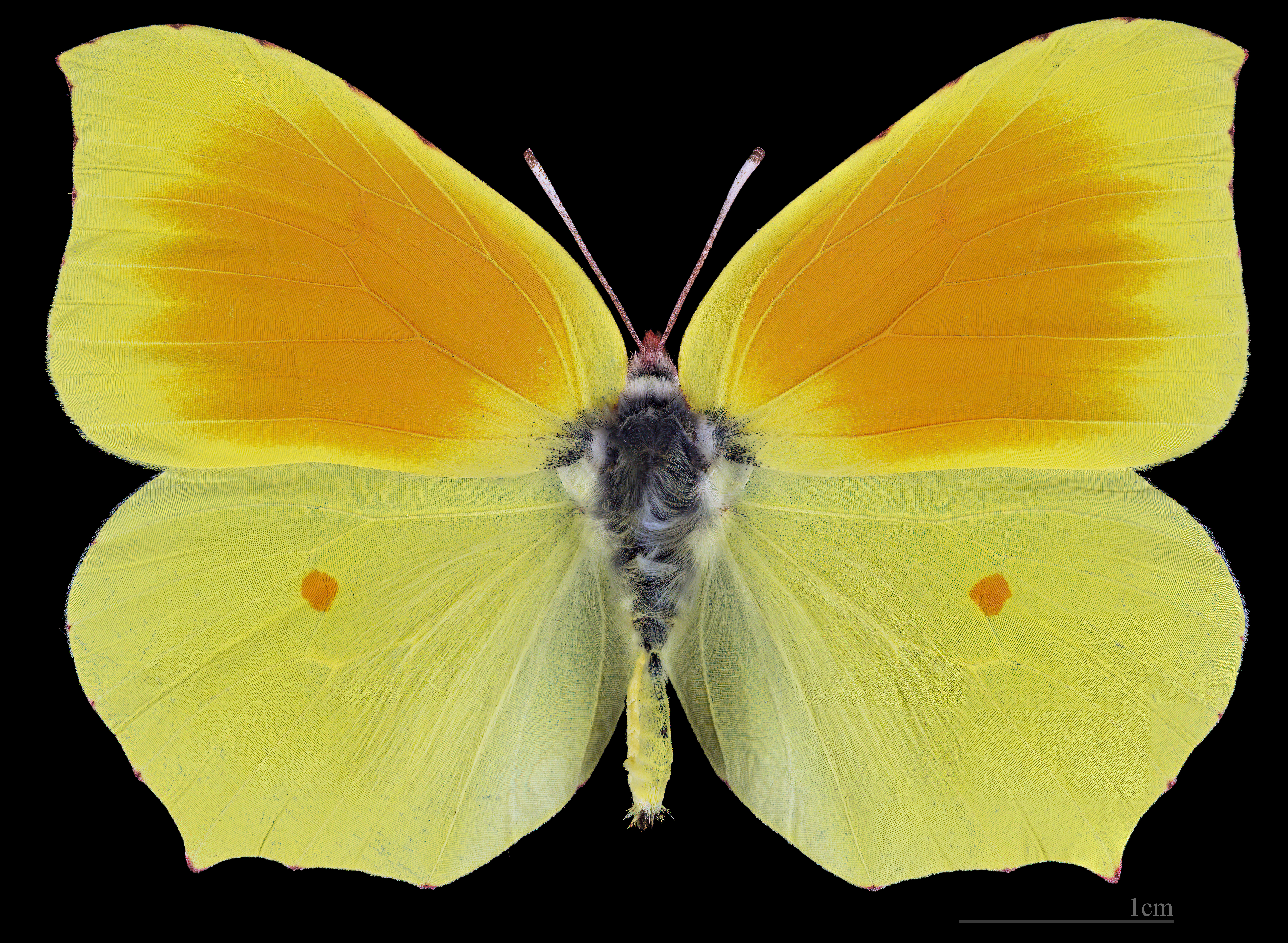
Gonepteryx cleopatra